# Tovera (espeleotema)
Una tovera és un espeleotema consistent en una estructura concoidal, de dimensions mitjanes, que es desenvolupa per sobre dels llavis de forats o esquerdes que s'obren al terra d'algunes galeries. La forma de les projeccions que delimiten les toveres és molt irregular i tendeixen a envoltar els forats de manera que els seus caires, de gruixa entre 1 i 4 cm, presenten dues cares d'aspecte ben distint: la part interna sol ser més llisa i fina, mentre que la part externa és més granelluda i pot estar recoberta de petits coral·loides.
La gènesi de les toveres sembla estar relacionada amb els moviments d'aire que es produeixen entre dues galeries situades a diferents nivells, quan el nivell de galeries inferior està en contacte amb masses d'aigua que aporten humitat a l'aire des d'avall. Aquest fet podria promoure el creixement de les toveres mitjançant diversos mecanismes de condensació-corrosió.